# 亚历山大里亚奉献
亚历山大里亚奉献是一个历史名词，它描述的是公元前34年罗马共和国后三头之一的马克·安东尼在亚历山大里亚（今埃及）宣布把共和国东方的大片领土赠送给埃及女王克利奥帕特拉七世和她的子女这一历史事件。

## 经过
现在对于“亚历山大里亚奉献”经过的了解主要来源于古罗马史学家普鲁塔克所著的《安东尼传》。

### 仪式
安东尼擅自在亚历山大里亚举行凯旋仪式几天后，又在亚历山大里亚的一个露天大型体育场举行了一场准备得更为精心、规模更为宏大的典礼。在体育场中央有一个银色的舞台，上面放置着两个巨大的黄金宝座，大宝座前还有4个较小的、规格稍低的黄金宝座。当典礼开始后，妆扮得像埃及神话中的最高女神伊西斯的埃及艳后克利奥帕特拉七世女王登上其中一个大宝座，而穿着类似罗马神话中的酒神巴克科斯的马克·安东尼则也公然像国王一样登上另外一个大宝座，埃及艳后的4个子女，包括与恺撒所生的长子和与安东尼所生的3个子女则坐在4个小宝座上，亚历山大里亚的很多居民都赶来围观。

### 领土分配
仪式的主要内容就是为埃及艳后及其子女分配领土并授予新的称号，这一切都是安东尼宣布的。
1. 埃及艳后克利奥帕特拉七世被尊为“众王之女王”，而她与恺撒所生的恺撒里昂（即托勒密十五世）则被尊为“众王之王”，两人共治埃及、塞浦路斯、阿非利加和叙利亚，即是这些领地的女王和国王，不过称号更为尊贵。
2. 埃及艳后与安东尼所生的大儿子亚历山大·赫利俄斯的穿戴像波斯帝国阿契美尼德王朝的君主，他被宣布为亚美尼亚、米底亚和帕提亚的“伟大的国王”，这些领地除了帕提亚之外都是昔日塞琉西帝国的领土。
3. 埃及艳后与安东尼所生的唯一的女儿克利奥帕特拉·塞勒涅二世（也称克利奥帕特拉八世）被宣布为昔兰尼加和克利特岛[2]的女王。
4. 埃及艳后与安东尼所生的小儿子托勒密·费拉德尔甫斯身穿马其顿王族的礼服，被宣布为叙利亚和小亚细亚（奇里乞亚）[3]的国王。